# 앤디 코모
앤디 코모(Andy Comeau, 1970년 10월 19일 ~ )는 미국의 배우이다.

## 출연 작품
- 픽스드 (2017)
- 프랭크 더 바스타드 (2013)
- 애니멀즈 (2008)
- 베이비시터 (2007, The Babysitters)
- 라이프 해펀스 (2006)
- 허프 (2004)
- 하우스 M.D. (2004)
- 스토커 (2002)
- 가방 속의 여덟 머리 (1997)
- 레이브 리뷰 (1994)